# 革命共产主义青年联盟（布尔什维克）

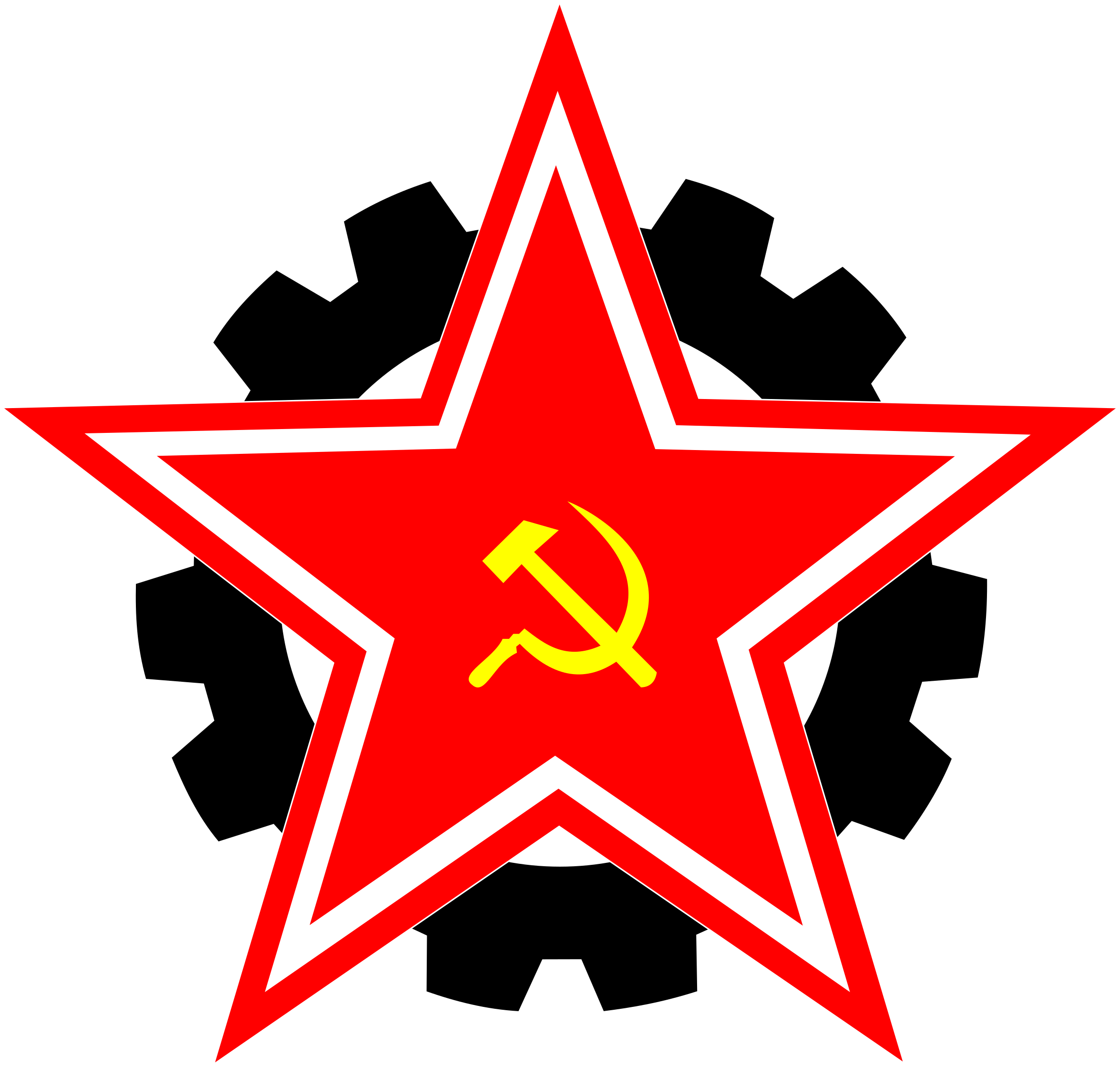
革命共产主义青年联盟（布尔什维克）标志

革命共产主义青年联盟（布尔什维克）（俄语：Революцио́нный Коммунисти́ческий Сою́з Молодё́жи (большевико́в)）是俄罗斯的一个共产主义青年组织。该组织成立于1996年。它是一个独立组织，但其追随苏联共产党俄罗斯共产主义工人党的政治路线。因此，革命共产主义青年联盟（布尔什维克）被视作苏联共产党俄罗斯共产主义工人党的青年翼。该组织的领导人是Mikhail Belyaev。该组织的总部位于莫斯科。该组织是世界民主青年联盟的成员。该组织曾派代表参加欧洲共产主义青年组织会议。